# Ocnogyna pierreti
Ocnogyna pierreti là một loài bướm đêm thuộc phân họ Arctiinae, họ Erebidae.